# Наум Охридский
Наум Охридский (ст.‑слав. Наоумъ Охрїдьскꙑи, также известен как Наум Преславский; 830-е — 23 декабря 910 года, Охрид) — болгарский святой, особо почитаемый в современных Болгарии и Северной Македонии.
Святой Наум вместе со святыми Кириллом и Мефодием, а также со своим сподвижником святым Климентом Охридским является одним из основоположников болгарской религиозной литературы. Болгарская православная церковь включает Святого Наума в число Седмочисленников.

## Биография
В 886—893 годах он проживал в Преславе, став организатором местной литературной школы. А. Л. Никитин считает, что Наум Охридский мог быть автором первоначальной дунайской версии Сказания об Андрее Первозванном.
В 893/894 году вместо Климента Охридского, рукоположённого в епископы, возглавил просветительскую деятельность в области Кутми́чевица с центром в городе Девол, возглавил Охридскую книжную школу. В 905 году он основал монастырь на берегу озера Охрид, сегодня названный его именем. Там же хранятся и его мощи.
В честь его назван бульвар в Софии, а также названа гора Святого Наума на острове Смоленск (Ливингстон) (Южные Шетландские острова).